# Myotis midastactus
De Myotis midastactus is een vleermuis uit het geslacht Myotis. De soort is vanwege de goudkleurige vacht vernoemd naar koning Midas. De soort werd voor het eerst in 1965 waargenomen. Myotis midastactus komt vermoedelijk alleen voor in de savannen van Bolivia waar het voorkomt als een nachtdier.
Tot 1965 werd de soort gezien als behorende bij Myotis simus, een vergelijkbare soort uit de Amazone. Door de ontdekking van Myotis midastactus wordt nu verondersteld dat Myotis simus niet in Bolivia voorkomt. Onderscheid tussen de twee soorten werd in 2014 officieel gemaakt op basis van de schedels en de vachtkleur. De ontdekking werd op 16 mei 2013 ingediend.
De soort is in een museumcollectie ontdekt, deze is nog niet waargenomen in het wild.